# جمعية مناهضة التعذيب في السجون الإسرائيلية
اللجنة العامة لمناهضة التعذيب في إسرائيل هي جمعية تؤمن بأن التعذيب وسوء المعاملة بكافة أشكالهما وحيثياتهما تنافيان كل من القيم الأخلاقية والديمقراطية وسيادة القانون. تم تأسيسها عام 1990 لمناهضة الاستخدام المنظم للتعذيب ولسوء المعاملة أثناء عمليات التحقيق التي تقوم بها وكالة الأمن الإسرائيلي (الشاباك). تعمل الجمعية من أجل القضاء على ثقافة التعذيب السائدة وإسقاط الحصانة المُطلقة الممنوحة للجُناة في إسرائيل.
تنشط الجمعية على الصعيدين القانوني والتثقيفي. ويتمثل العمل القانوني بتقديم الالتماسات نيابة عن ضحايا التعذيب للجهات الرسمية ذات العلاقة، بالإضافة إلى تدريب كوادر قانونية، وطبية، ونفسية مهنياً وتأهيلها للتعامل مع ضحايا التعذيب. أما على الصعيد التثقيفي فيتمثل عمل اللجنة بتقديم مشاريع تعليمية، عقد مؤتمرات، عقد جلسات للتعليم المستمر، توثيق الانتهاكات، ونشر الإصدارات.

## فئة الهدف
تقدم اللجنة العامة لمناهضة التعذيب في إسرائيل (بكاتي – PCATI) خدماتها لكافة الافراد المقيمين في كل من إسرائيل والأراضي الفلسطينية المحتلة على حد سواء، وبغض النظرعن اختلاف العرق ودون تمييز ويشمل ذلك كل من الإسرائيليين، والفلسطينيين، والأيدي العاملة من المهاجرين، بالإضافة إلى الاجانب المقيمين في كلا من إسرائيل والاراضي الفلسطينية المحتلة على اختلاف جنسياتهم. بحيث تسعى اللجنة بدأب من أجل حماية الإنسان من كافة أشكال التعذيب وسوء المعاملة التي تمارسها سلطات التحقيق وسلطات انفاذ القانون الإسرائيلية بما فيها؛ الشرطة الإسرائيلية، وكالة الأمن الإسرائيلية، مصلحة السجون الإسرائيلية، وكذلك قوات الدفاع الإسرائيلية. كما وتسعى اللجنة لدعم الافراد المحتجزين لدى إسرائيل والذين قد سبق وتم تعذيبهم في الدولة الأم أي في موطنهم الأصلي. وعليه فإن اللجنة تعمل من منطلق الأخلاق والقيم الديمقراطية التي يضمنها وينص عليها كلا من القانون الدولي والقانون الإسرائيلي.

## تاريخ تأسيسها
قد تم تأسيس اللجنة العامة لمناهضة التعذيب في إسرائيل عام 1990 من قبل مجموعة من الاشخاص منهم المديرة التنفيذية حنا فريدمان، الداكترة جوشيم ستاين وروشاما مارتون، البروفيسور ستانلي كوهين، الصحفي هايم بارام، عدة محاميين منهم  أفيغدور فيلدمان ومازن القفطي.
•        في عام 1991/1992 لقد قامت “بيتسيلم” – (مركز المعلومات الإسرائيلي لحقوق الإنسان في الأراضي المحتلة) بنشر تقريران حول التعذيب تمت كتابته من قبل البروفيسور ستانلي كوهين والدكتورة دافنا كوهين بناءا على شهادات وافادات تم الحصول عليها من اللجنة حيث كان لهما دور جذري في رفع مستوى الوعي بشأن التعذيب في إسرائيل.
• قدمت اللجنة  تماس (عريضة) للمحكمة العليا موضوعه الاساسي هو توصيات لجنة لاندو التي اباحت لمحققي وكالة الأمن الإسرائيلية استخدام ” ضغط جسدي معتدل ” في التحقيقات بشكل خاص وتقنيات التحقيق المشروعة لدى وكالة الأمن الإسرائيلية بشكل عام  لكن المحكمة رفضت الالتماس على اعتبار انه طلب فضفاض. بالتالي قدمت الجنة عريضة رئيسية أخرى عام 1994 بعنوان اللجنة العامة لمناهضة التعذيب في إسرائيل ضد الحكومة الإسرائيلية حيث اضافت فيهاأنعمليات وكالة الأمن الإسرائيلية لا تستند إلى اساس قانوني أو دستوري رغم انها كانت تعتمد على جزئية بند من القانون الاساسي: الحكومة كما وقدمت قدة التماسات من عدة جهات مثل جمعية حقوق المواطن في إسرائيل، مركز هاموكيد للدفاع عن الفرد والمحامي اندريه روزنثال.
قررت محكمة العدل العليا عام 1999 حظر استخدام عدد من اساليب التحقيق المستخدمة انذاك. مما خفض مستوى التعذيب في إسرائيل.
•        في  الانتفاضة الثانية عام 2000 ظهر تكرار لاستخدام تقنيات تعذيب معينة وغيرها غير مشروعة ومحظورة وفقا لقرار محكمة العدل العليا. وعليه قامت اللجنة بتوسيع حلقة نشاطها وعملياتها ووظفت عمال ميدانيين ومحامين مستقلين لجمع واستقبال قضايا التعذيب والتحقيق فيها.
•        في عام 2002 قامت اللجنة بتقديم التماس لمحكمة العدل العليا ضد سياسة إسرائيل في الاغتيالات المستهدفة وجاء حكم المحكمة عام 2006 ليحدد الظروف والاحوال التي يسمح بها الشروع بالاغتيال؛ ينفذ الاغتيال فقط إذا كان الشخص المطلوب منخرط حاليا في القيام بدور فاعل وقيادي في نشاط معاد (وذلك في المعركة أو قتال) وذلك لا يشمل الاشخاص ذوي الدور الثانوي أو الاشخاص الذين لم يعد لهم نشاط؛ بحيث يجبأنيكون هناك دليل قاطع ومؤكد بان المستهدف في عملية الاغتيال يشارك بفعالية في نشاطات معادية؛ على اعتبار اللجوء إلى الاغتيال كاخر وسيلة في حين يتعذر الاعتقال أو يتعذر أي اسلوب اخر اقل ضراوة من المساس بحياته، أما في حال أن الاغتيال قد يعرض حياة المارة للخطر فيتم الشروع به فقط عندما لا يتجاوز هذا الضرر الغاية المنشودة. وعليه، فقد طلبت المحكمة التحقق بشكل مستقل وباثر رجعي في كل الاغتيالات المستهدفة للتأكد من انه قد تم استيفاء هذه الشروط والمعايير. وهذا كان اخر نشاط فعال للجنة حتى يومنا هذا مكشوف للعيان.
تبذل اللجنة جهود كبيرة بهدف التخفيف من حدة التعذيب في إسرائيل حيث نجحت في الحصول على قرار المحكمة حظر استخدام عدد من أساليب التحقيق كما وتقييد قضية الاغتيالات المستهدفة إلا أنه ظهر في التقارير الصادرة عن اللجنة في السنوات الأخيرة بأن التعذيب وسوء المعاملة لا زالت منتشرة في إسرائيل والأراضي الفلسطينية المحتلة.